# Musée de la mosaïque du Grand Palais

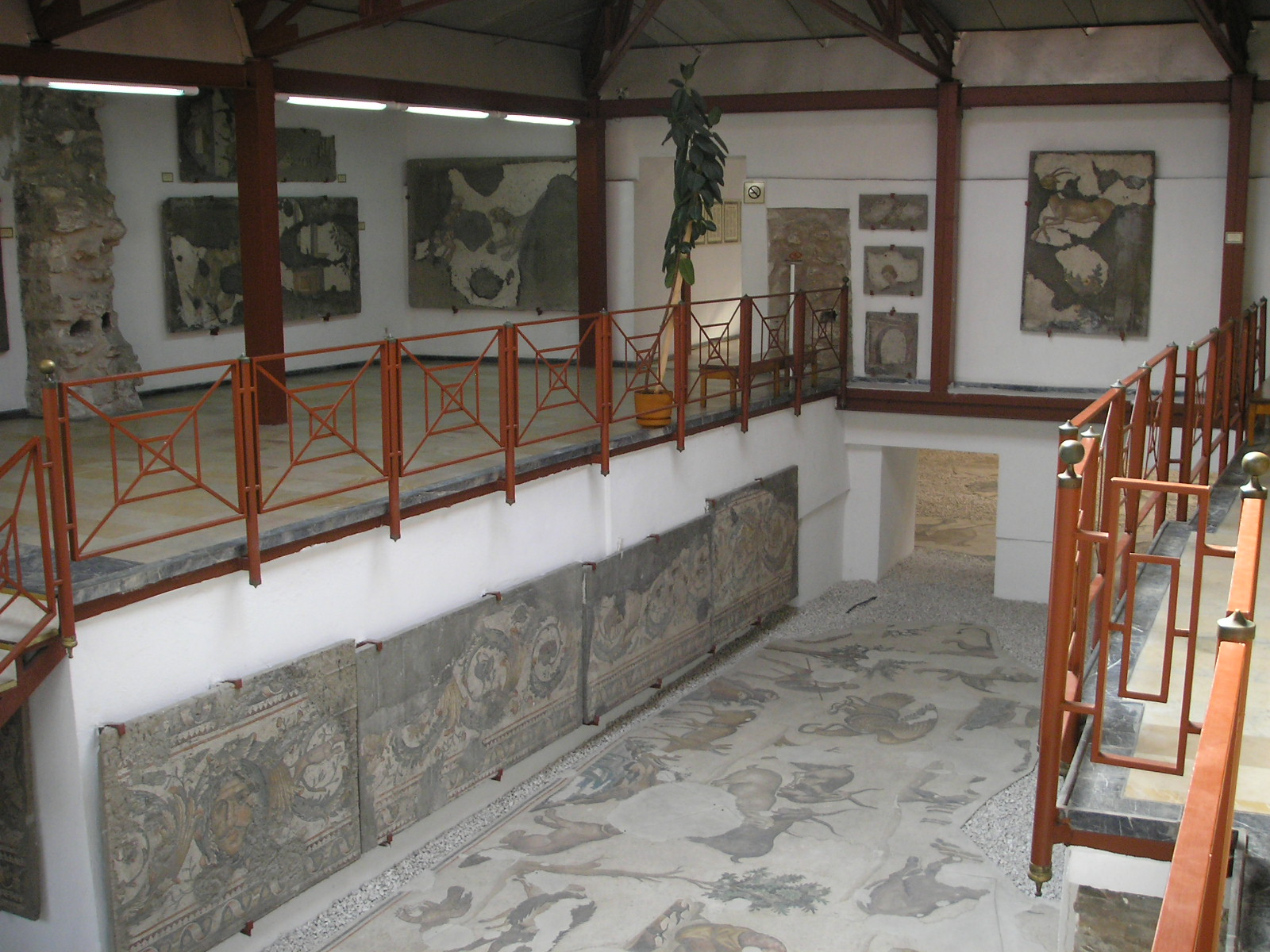
Intérieur du musée.

Le Musée de la mosaïque du Grand Palais (en turc : Büyük Saray Mozaikleri Müzesi) à Istanbul abrite les mosaïques de la période byzantine mises au jour lors d’excavations du Grand Palais de Constantinople. Il est situé près de l’Hippodrome de Constantinople (Istanbul, Turquie).

## Historique
Le musée rassemble les mosaïques utilisées pour décorer le sol d’un péristyle datant possiblement du règne de l’empereur byzantin Justinien Ier (r. 527 – 565), quoique les plus récentes analyses permettent d’avancer une date plus tardive remontant même au règne d’Héraclius. Elles ont été  découvertes par des archéologues britanniques de l’Université Saint-Andrew en Écosse au cours de fouilles approfondies menées en 1935-1938 et en 1951-1954 au bazar d’Arasta situé square Sultan Ahmet.  Elles proviennent d’un imposant péristyle découvert au sud-ouest du Grand Palais ; d’une superficie de 1872 m2, ce péristyle était entièrement décoré de mosaïques. À ce stade, l’Académie des Sciences d’Autriche sous la supervision de Werner Jobst, , entreprit l’étude et la préservation de ces mosaïques tout en continuant leur examen archéologique (1983-1987) dans le cadre d’un projet conjoint avec la direction générale du ministère des Monuments et Musées de Turquie.

## Galerie de photos

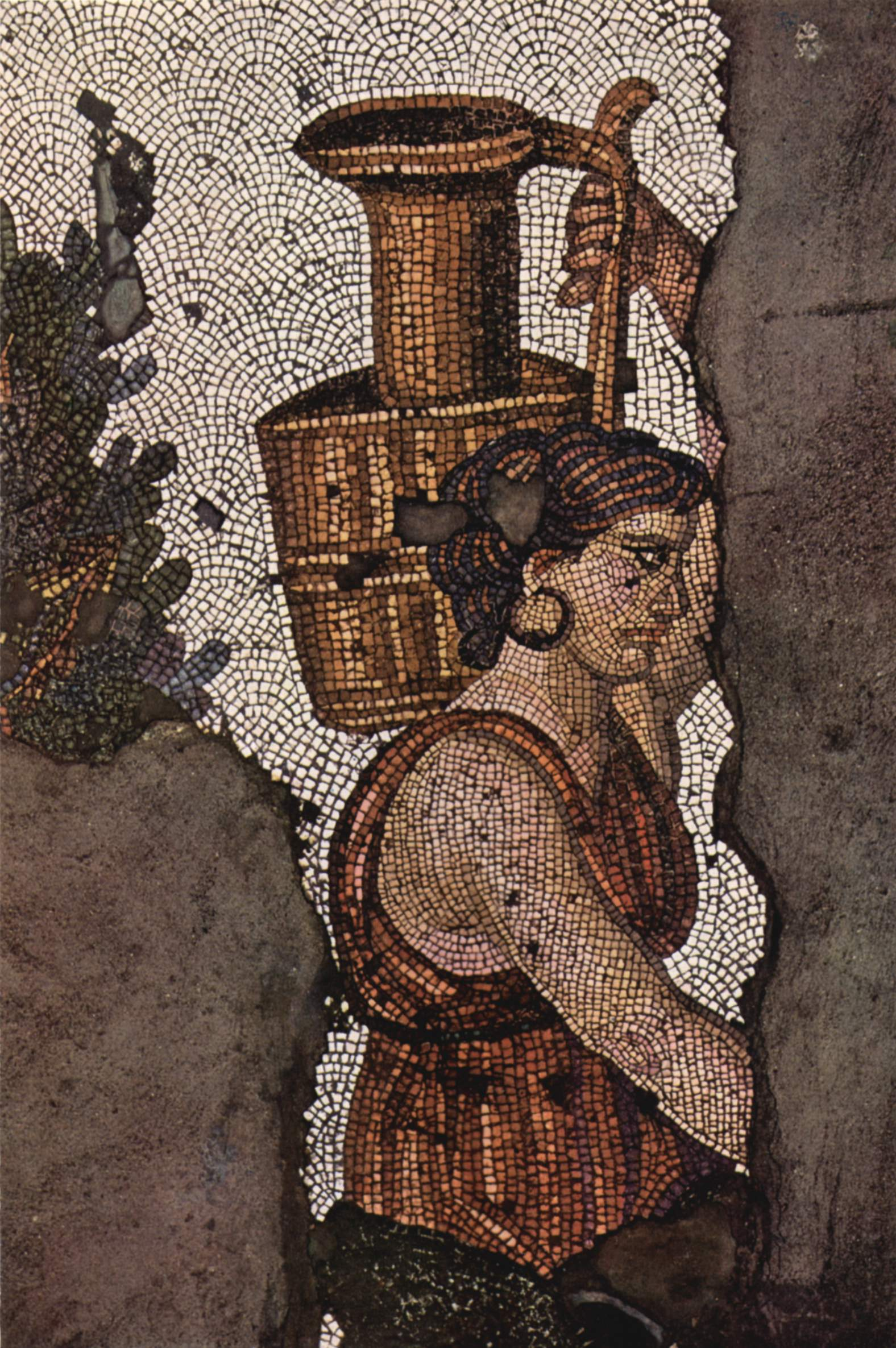
Mosaïque de pavement – Femme portant une cruche (vers Ve siècle)
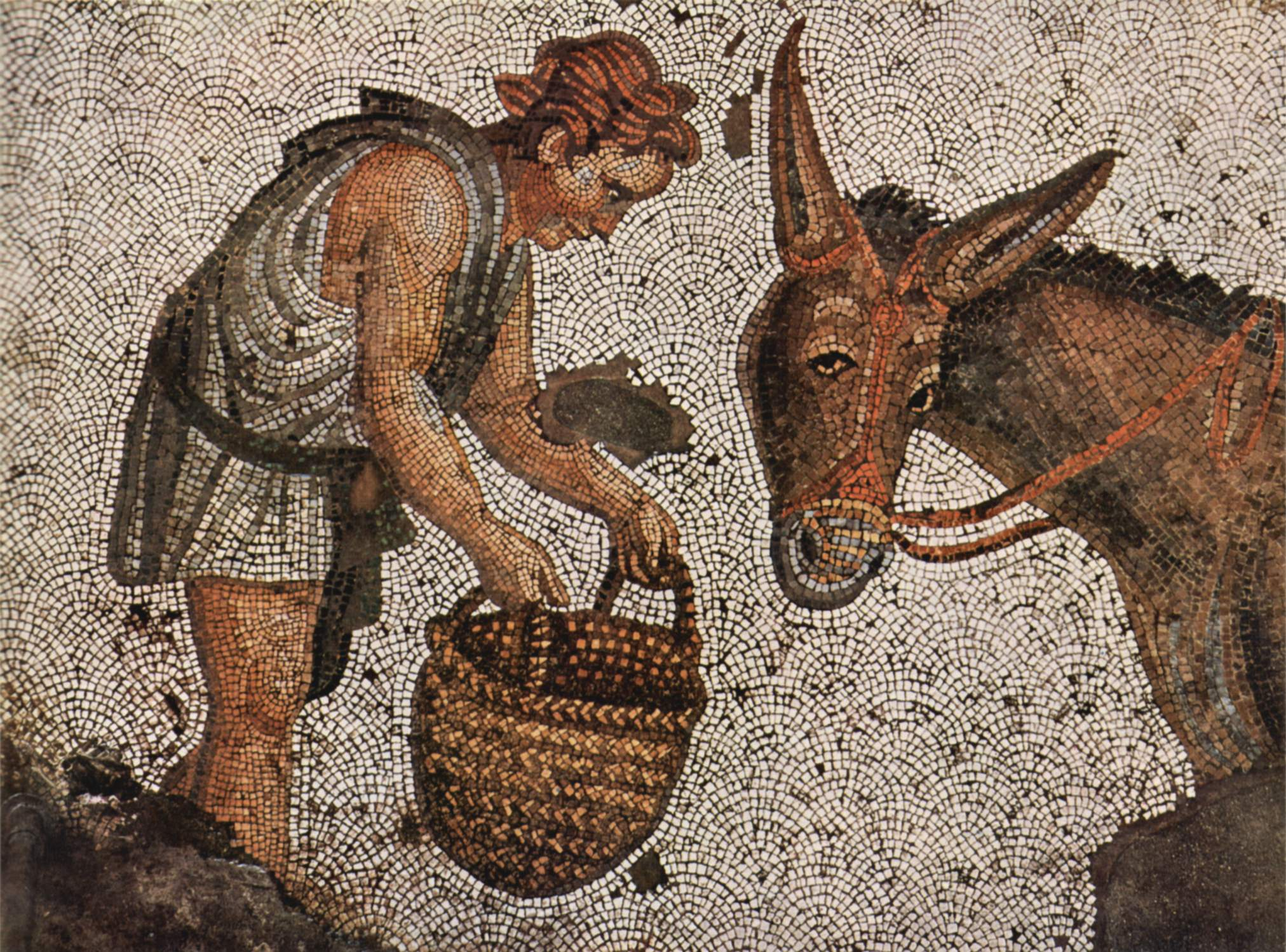
Mosaïque de pavement – Enfant et âne (vers Ve siècle)
Bergers et animaux
Éléphant
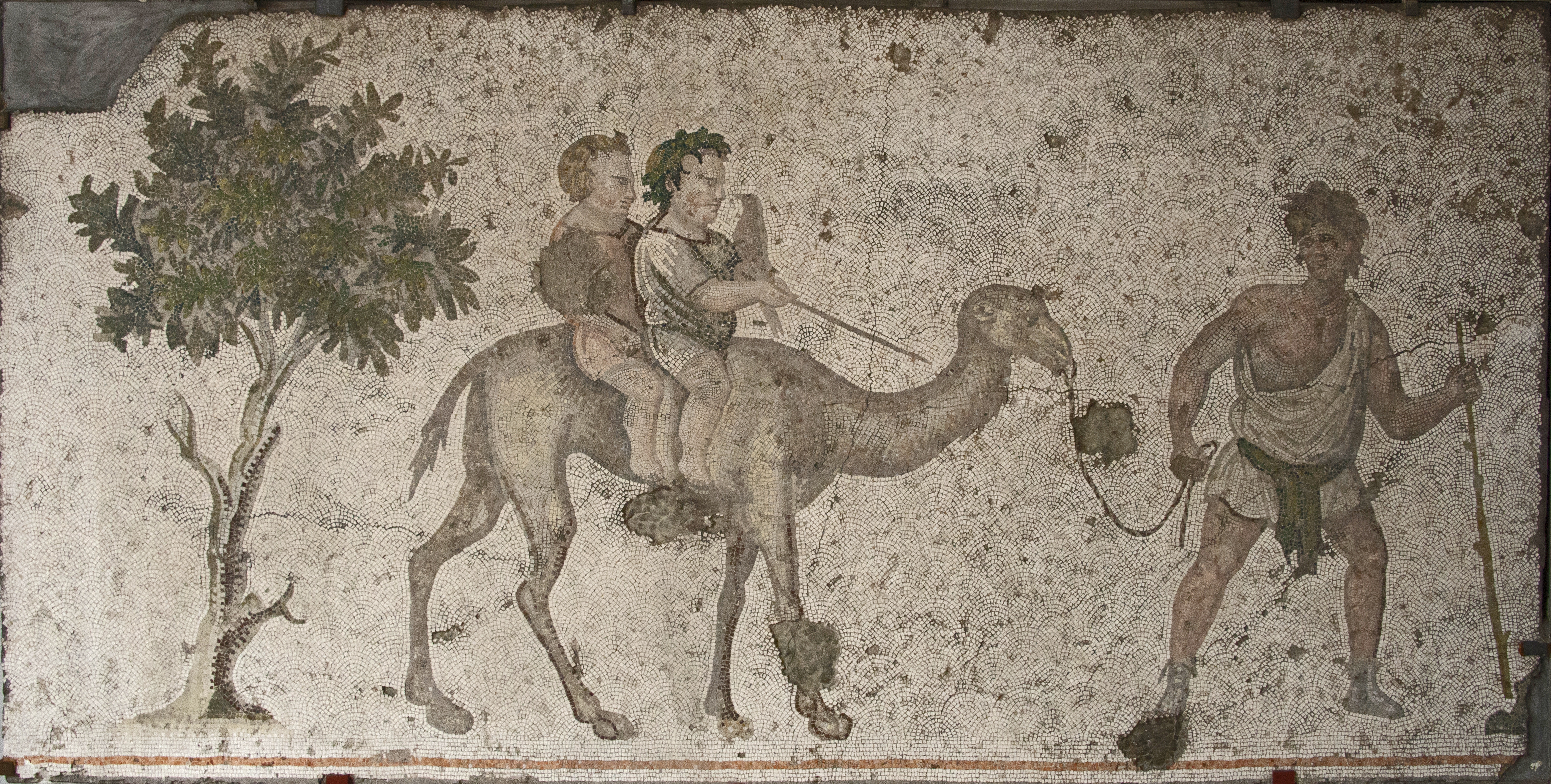
Promenade à dos de dromadaire
Un ours et sa proie
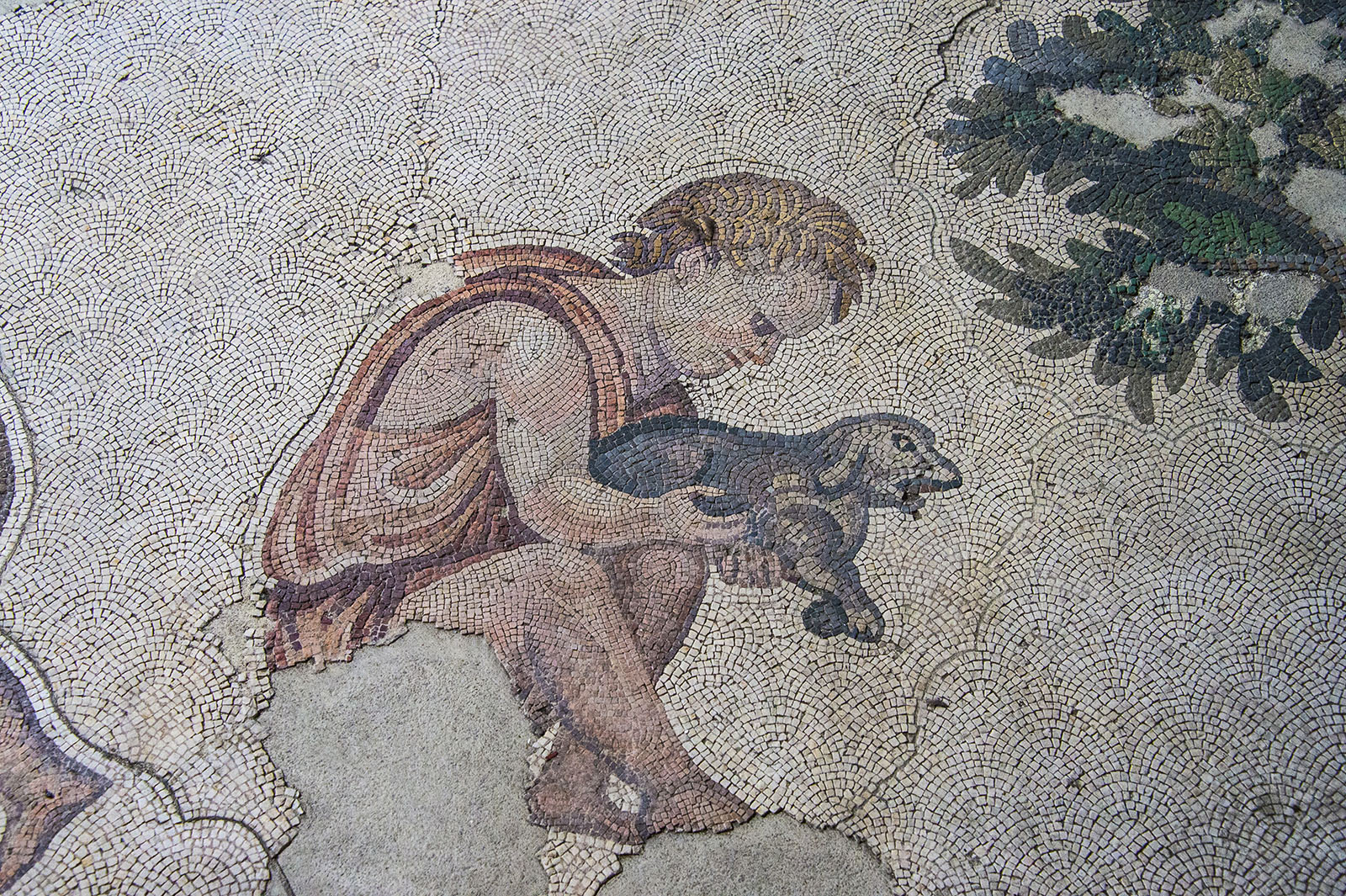
Un enfant et son chien
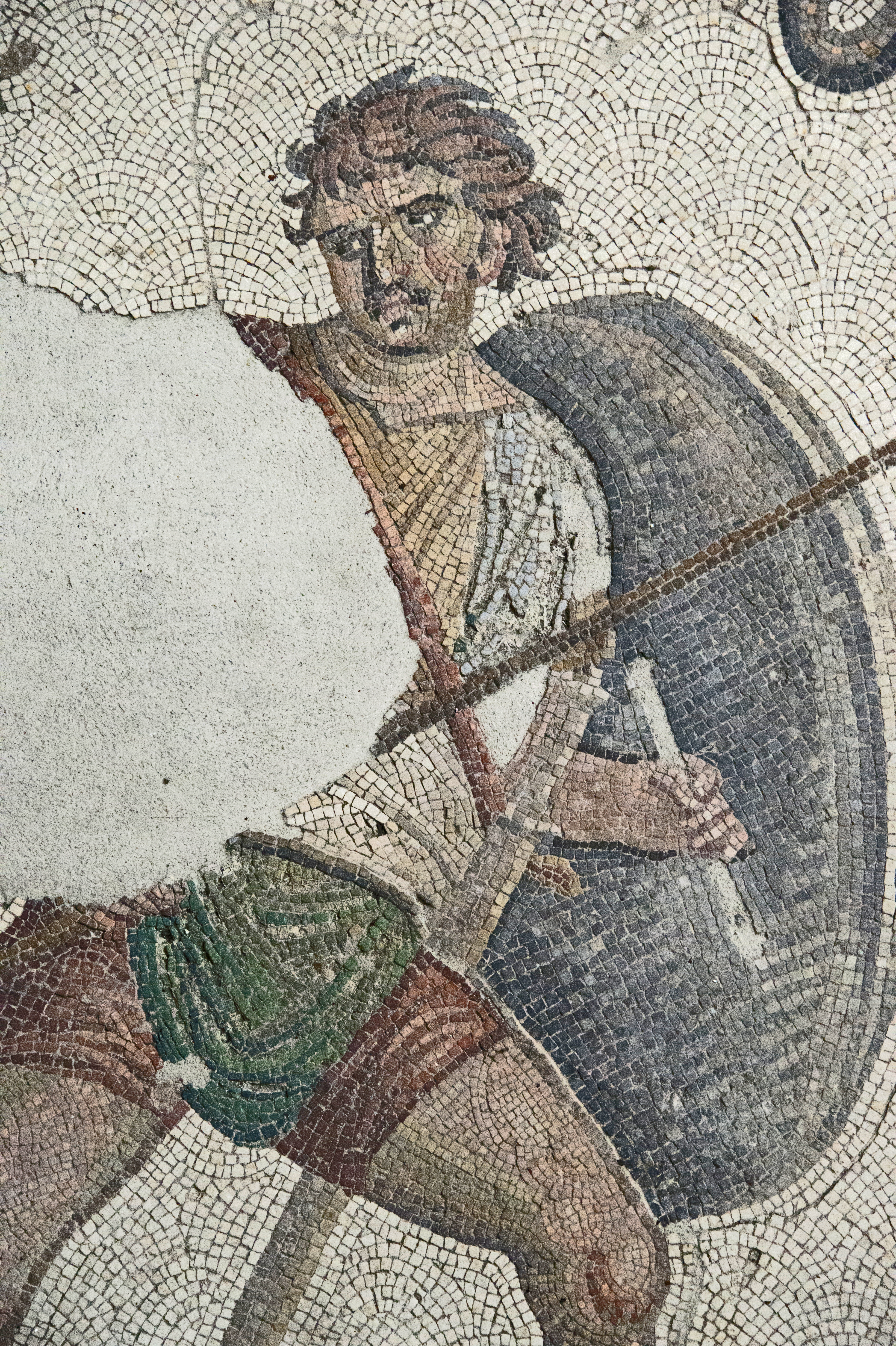
Scène de chasse
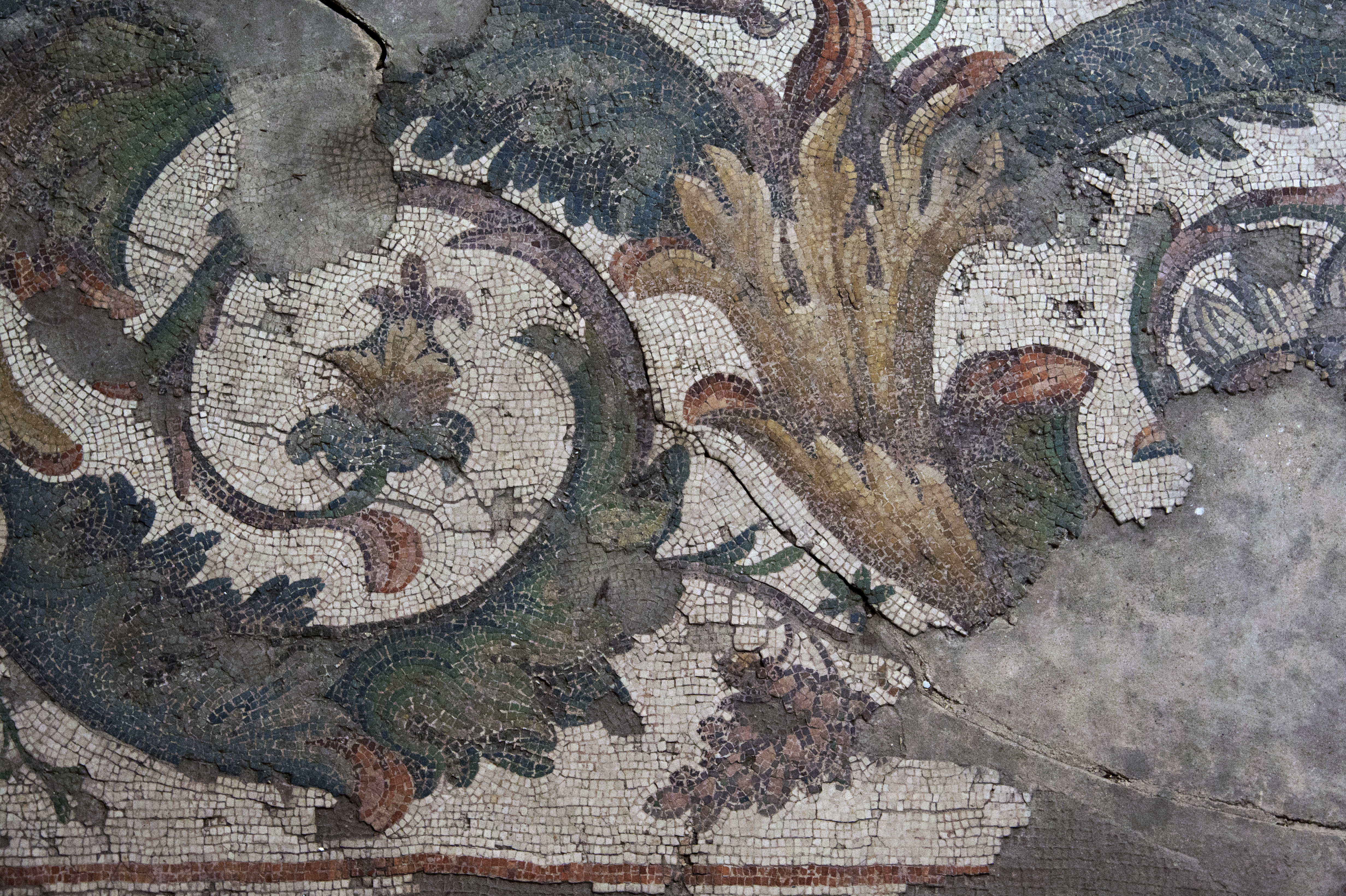
Décoration florale
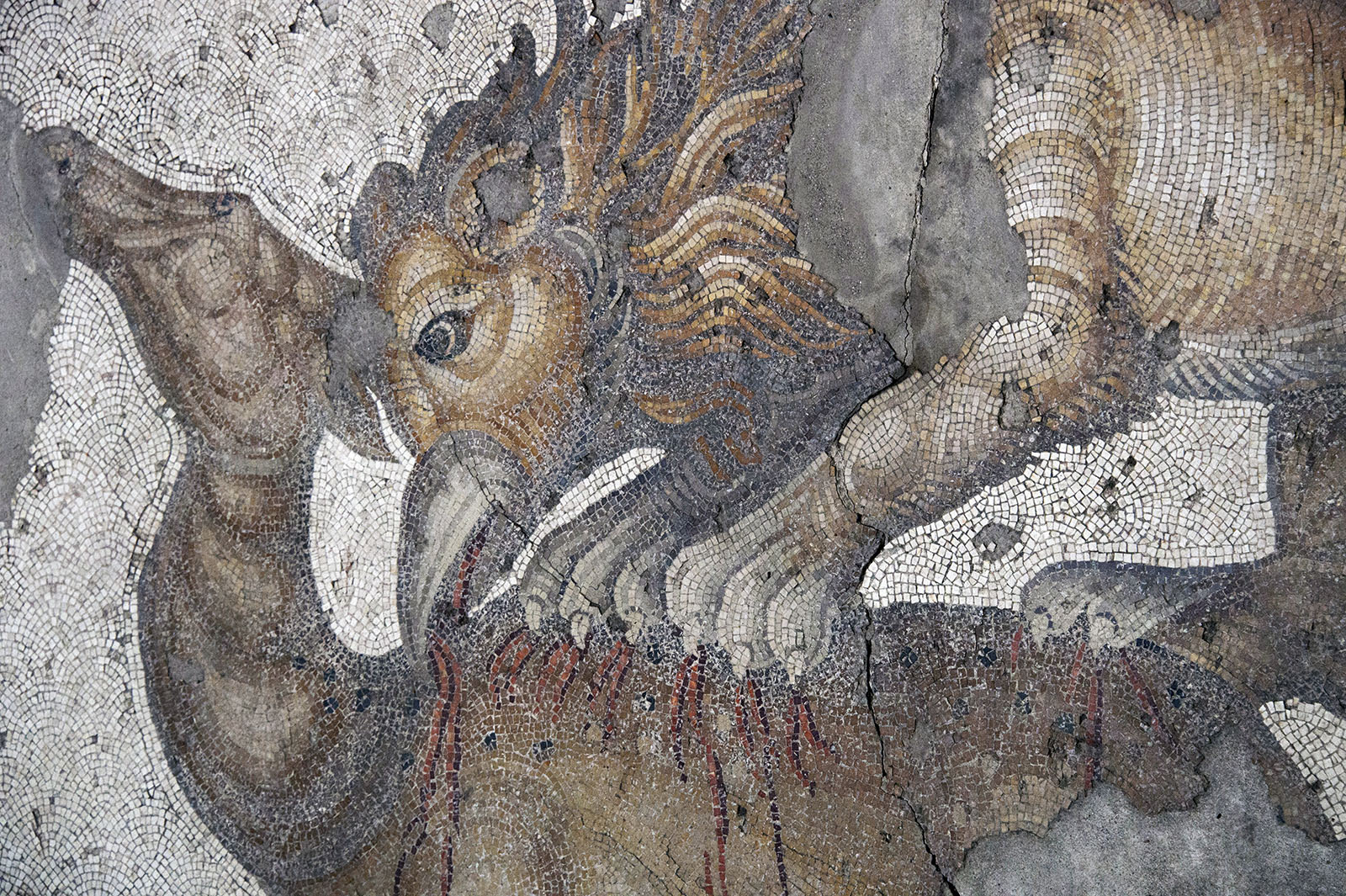
Griffon et sa proie
Jeux dans l’arène